# Fàdia (dona de Marc Antoni)
Fàdia (en llatí Fadia) va ser una dama romana filla de Quint Fadi o Gai Fadi, que es va casar amb el futur triumvir Marc Antoni quan aquest encara era mot jove. Va tenir amb Marc Antoni diversos fills.